# Boleslav (Slezské vojvodství)
Boleslav (polsky Bolesław, německy Boleslau, v letech 1936–1945 Bunzelberg) je vesnice ve Slezském vojvodství v jižním Polsku v okrese Ratiboř ve gmině Křižanovice. Nachází se na historickém území Horního Slezska přímo na hranici s Českou republikou zhruba 18 km severně od Ostravy. Sousedí s českou obcí Píšť. V roce 2015 zde žilo 484 obyvatel.

## Dějiny
První písemná zmínka o Boleslavi pochází z roku 1377. Vesnice byla enklávou Krnovského knížectví mezi Opavskem a Ratibořskem. Ze severu ji ohraničuje řeka Cina, která až do roku 1972 oddělovala území olomoucké a vratislavské diecéze. Do poloviny 20. století zde převládalo nářečí lašského typu, většinu obyvatelstva tvořili Moravci (92 % v roce 1910).
Po rozdělení Slezska v roce 1742 připadla Boleslav Prusku. Po první světové válce se spolu s celým tzv. moravským Ratibořskem stala předmětem územních nároků Československa. Hranice však byla nakonec vytyčena jižně od vsi, která tak zůstala na německém území až do konce druhé světové války. Potom byla připojena k Polsku, i když na jaře 1945 byla krátce ovládána 1. československou samostatnou tankovou brigádou a ještě v roce 1946 se probírala varianta výměny této oblasti za západní Těšínsko.
Narodil se zde Ignác Stuchlý.

## Památky
- Katolický kostel sv. Hedviky Slezské – novorománský, postavený v letech 1874–1877, v meziválečném období rozšířený
- Fara – postavená mezi lety 1909 až 1913
- Několik kapliček a božích muk z 19. a 20. století
- Škola – novorománská budova z neomítané cihly z roku 1898
- Mlýn z roku 1849 – původně vodní, od roku 1928 poháněný elektrickou turbínou; dochovala se řada historických prvků, mj. celý šrotovník s mlýnskými kameny
- Tři roubené špýchary z 18. století[10]

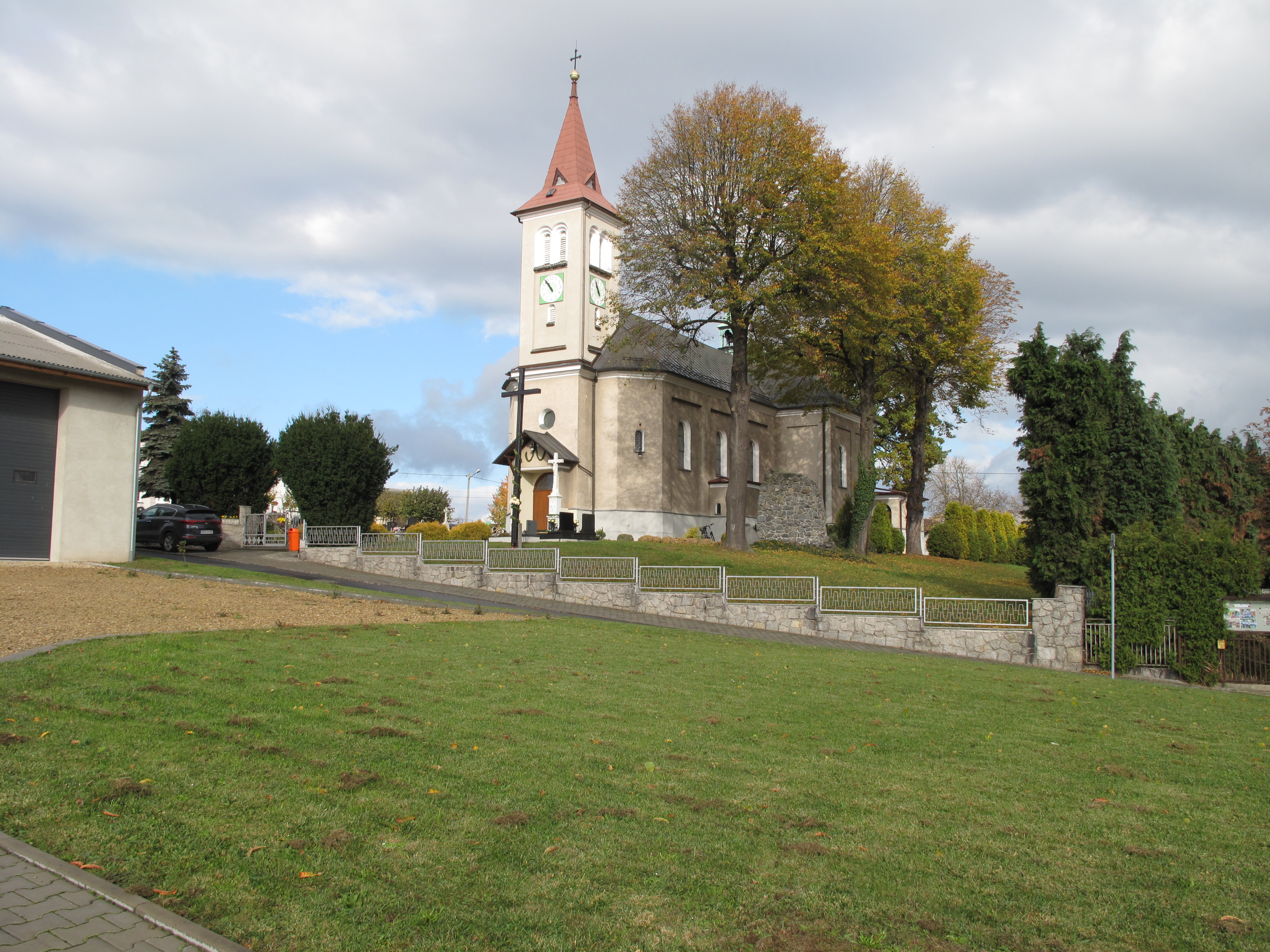
Kostel
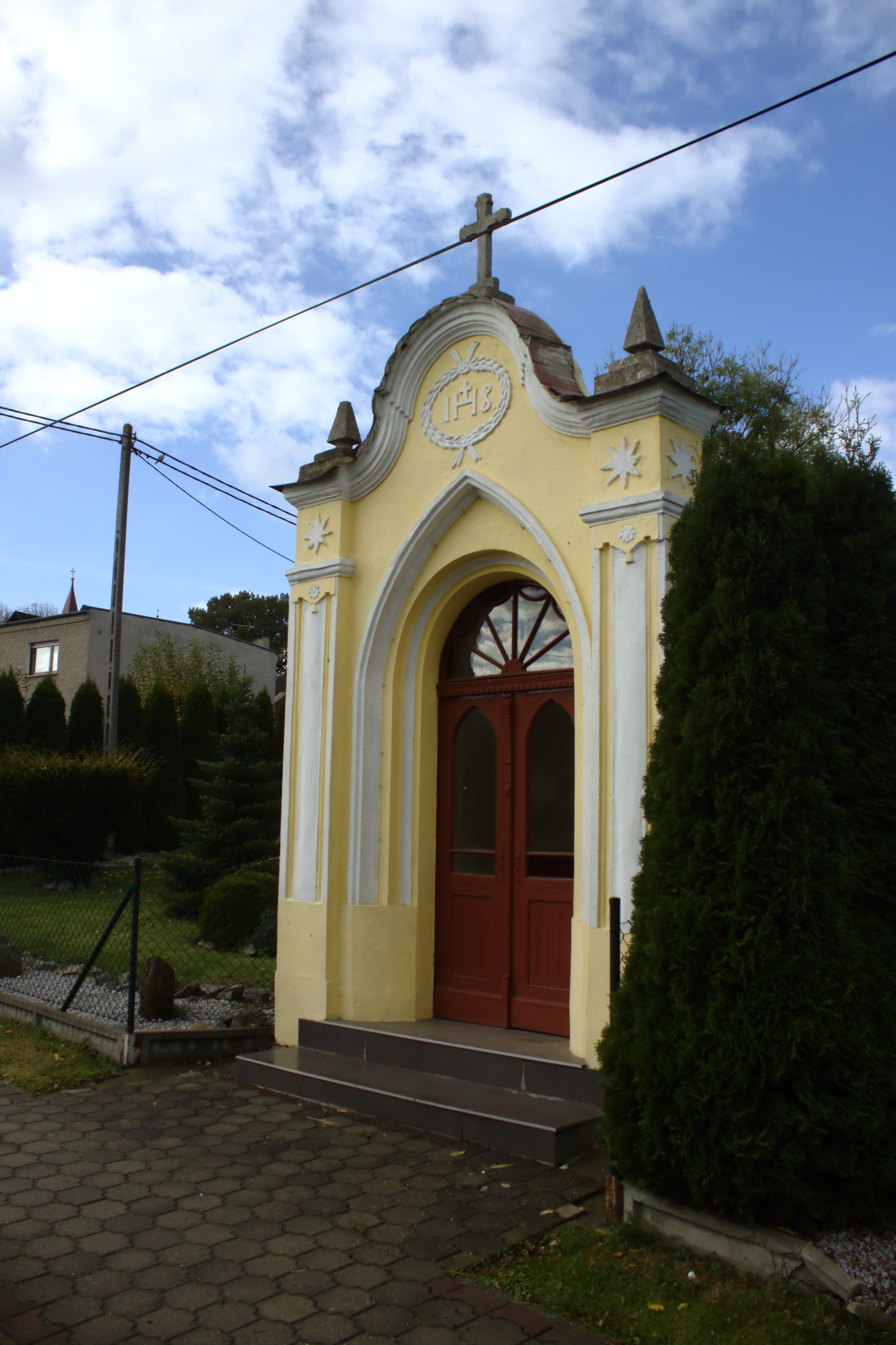
Kaplička
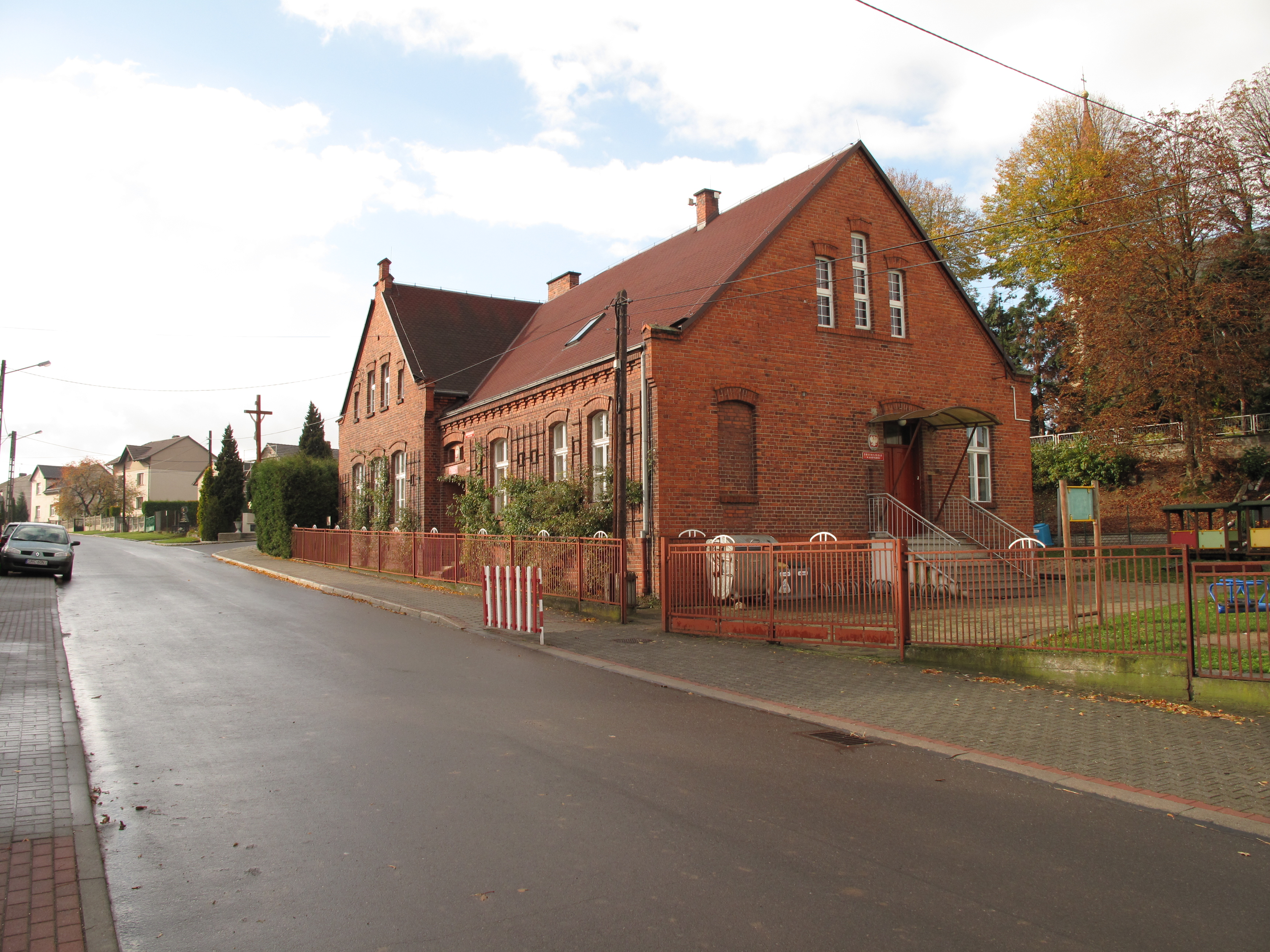
Škola
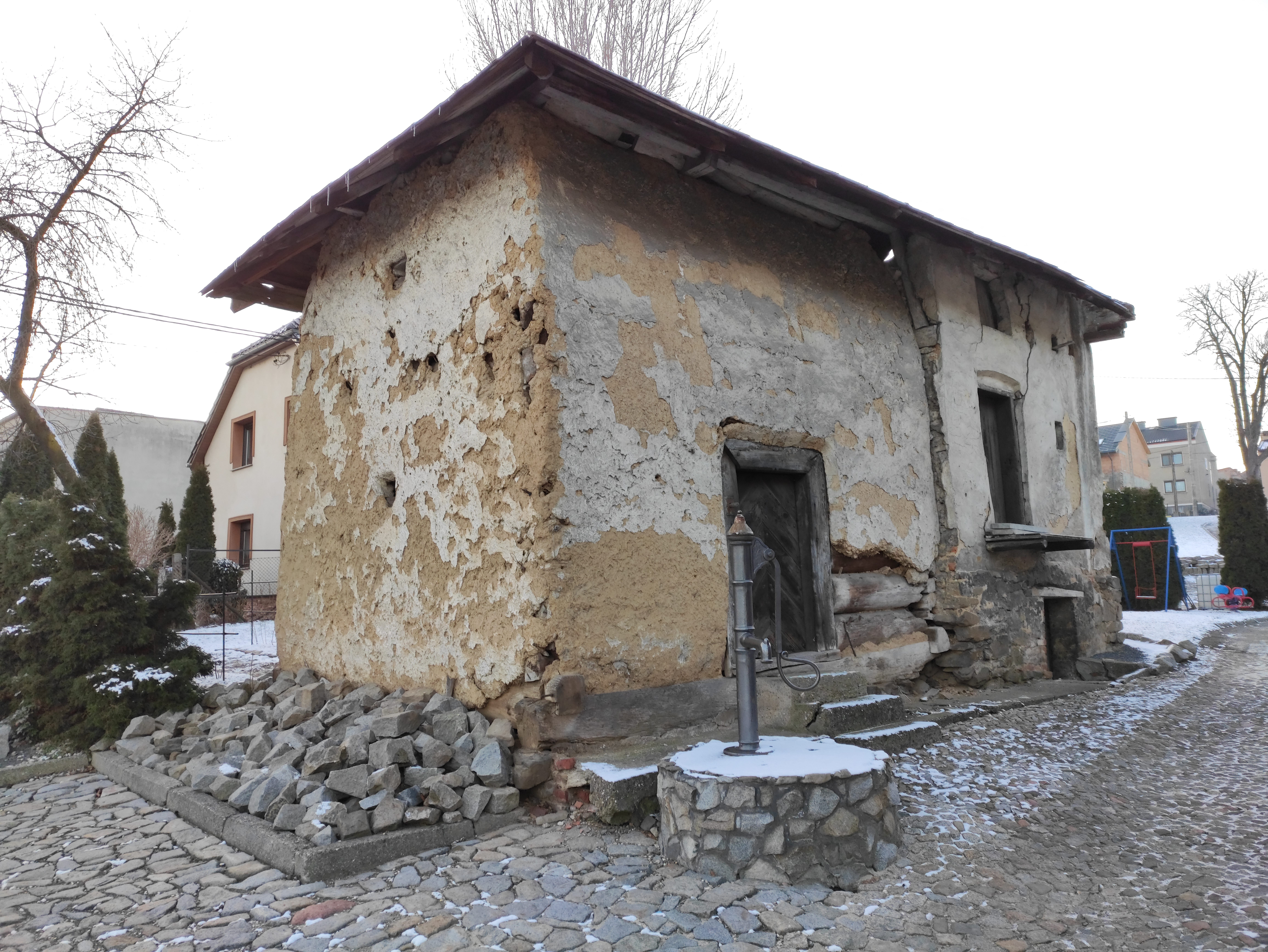
Špýchar
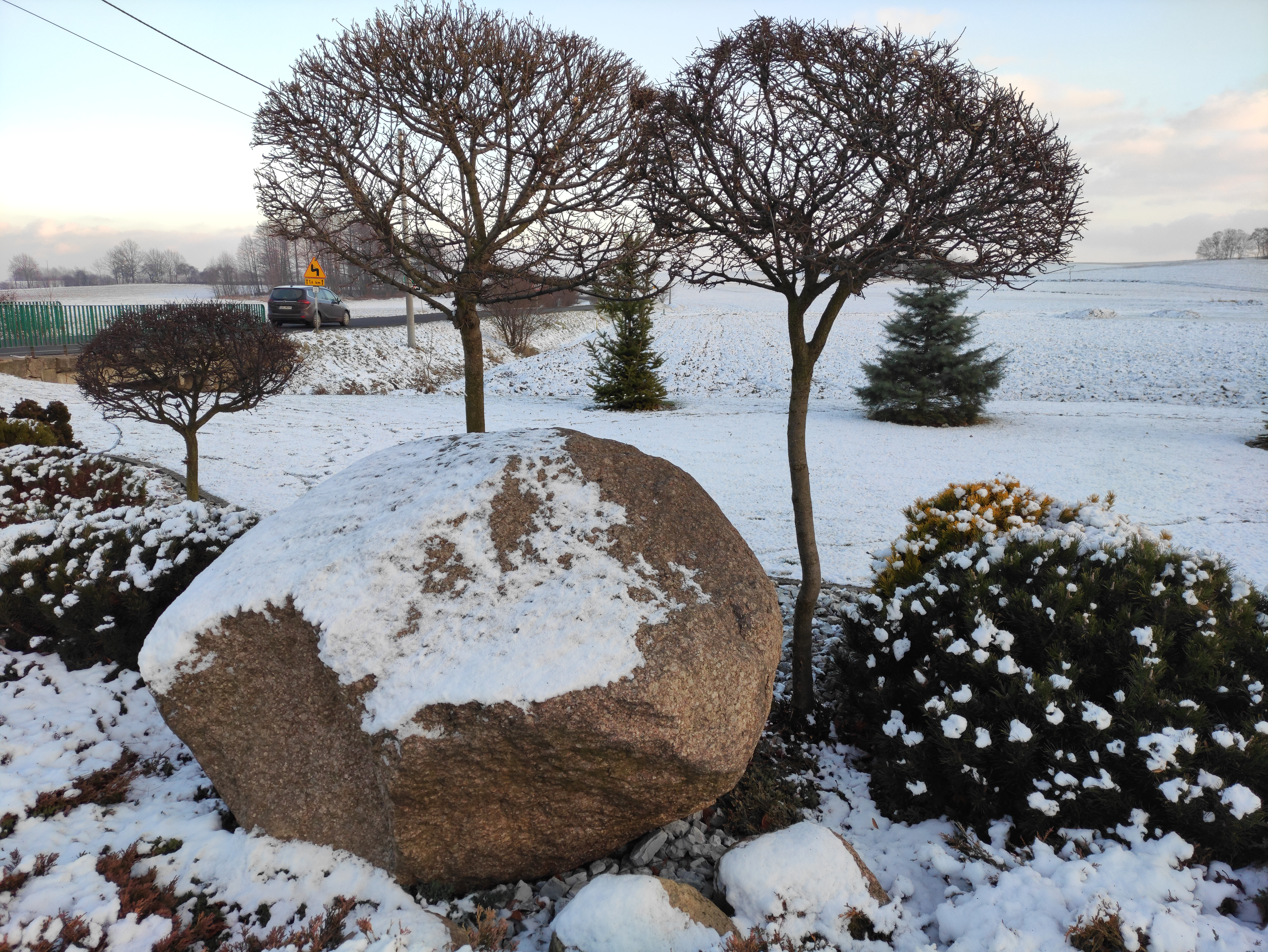
Bludný balvan